# Roucool et ses évolutions
Roucool (ポッポ, Poppo, dans les versions originales en japonais) et ses évolutions, Roucoups (ピジョン, Pigeon) et Roucarnage (ピジョット, Pigeot), sont trois espèces de Pokémon de la première génération.
Issus de la célèbre franchise de médias créée par Satoshi Tajiri, ils apparaissent dans une collection de jeux vidéo et de cartes, dans une série d'animation, plusieurs films, et d'autres produits dérivés, ils sont imaginés par l'équipe de Game Freak et dessinés par Ken Sugimori. Leur première apparition a lieu au Japon en 1996, dans les jeux vidéo Pokémon Vert et Pokémon Rouge. Ils sont tous les trois du double type normal et vol et occupent respectivement les 16e, 17e et 18e emplacements du Pokédex, l'encyclopédie fictive recensant les différentes espèces de Pokémon.
Depuis la sixième génération, Roucarnage peut méga-évoluer en Méga-Roucarnage.

## Création
Propriété de Nintendo, la franchise Pokémon est apparue au Japon en 1996 avec les jeux vidéo Pocket Monsters Vert et Pocket Monsters Rouge. Son concept de base est la capture et l'entraînement de créatures appelées Pokémon, afin de leur faire affronter ceux d'autres dresseurs de Pokémon. Chaque Pokémon possède un ou deux types – tels que l'eau, le feu ou la plante – qui déterminent ses faiblesses et ses résistances au combat. En s'entraînant, ils apprennent de nouvelles attaques et peuvent évoluer en un autre Pokémon.

### Conception graphique
La conception de Roucool, de Roucoups et de Roucarnage est le fait, comme pour la plupart des Pokémon, de l'équipe chargée du développement des personnages au sein du studio Game Freak. Leur apparence est finalisée par Ken Sugimori pour la première génération des jeux Pokémon, Pokémon Rouge et Pokémon Vert, sortis à l'extérieur du Japon sous les titres de Pokémon Rouge et Pokémon Bleu,. 

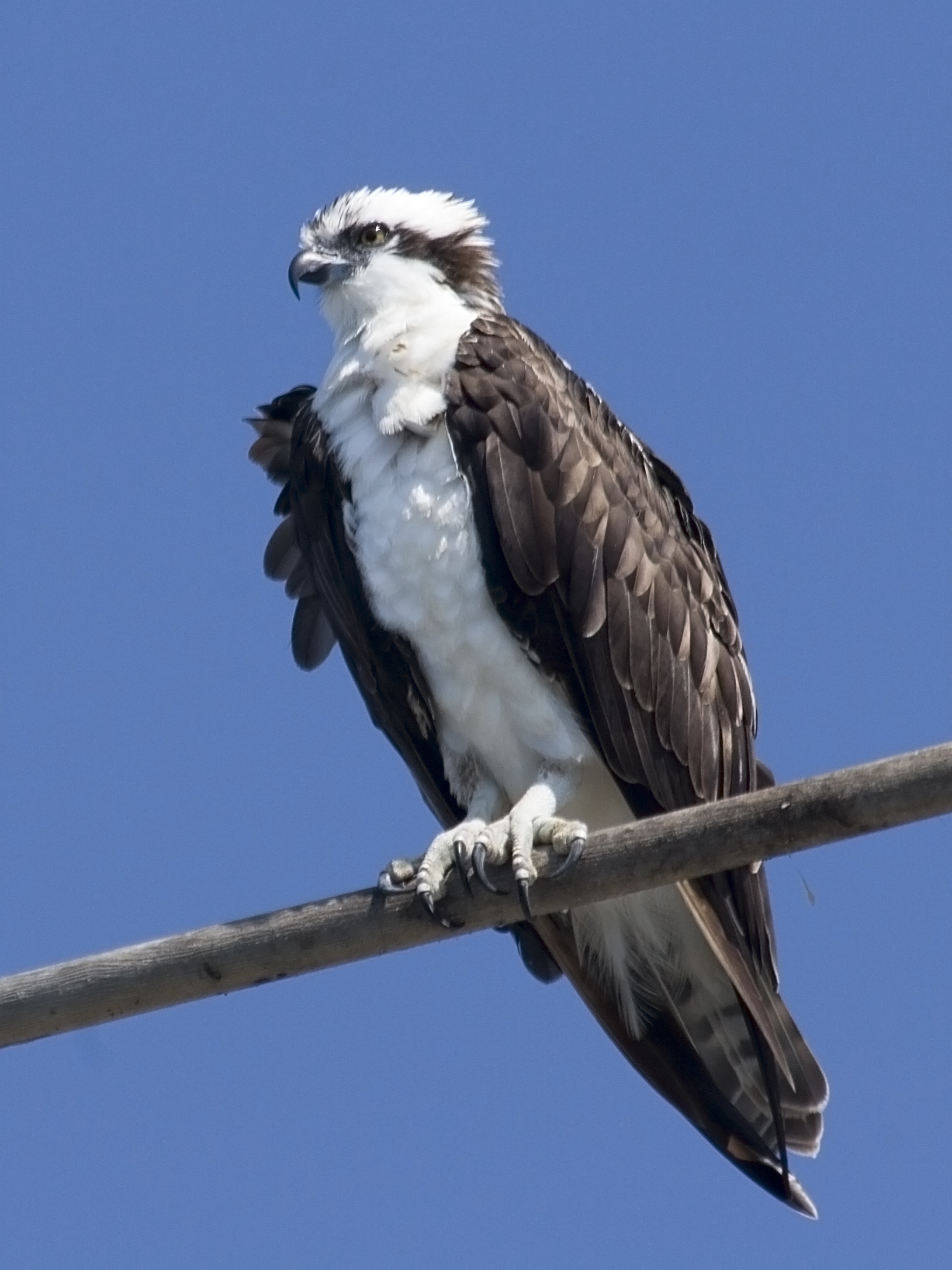
Le balbuzard pêcheur a pu être la source pour Roucoups et Roucarnage.

Nintendo et Game Freak n'ont pas évoqué les sources d'inspiration de ces Pokémon. Néanmoins, certains fans avancent que Roucool ressemble à un pigeon voyageur, Roucoups et Roucarnage plutôt à un balbuzard pêcheur, voire à un aigle pour Roucarnage

### Étymologie
Roucool, Roucoups, Roucarnage sont initialement nommés Poppo (ポッポ), Pigeon (ピジョン, Pijon), Pigeot (ピジョット, Pijotto) en japonais. Ces noms sont ensuite adaptés dans trois langues lors de la parution des jeux en Occident : anglais, français et allemand ; le nom anglais est utilisé dans les autres traductions du jeu.
Nintendo choisit de donner aux Pokémon des noms « astucieux et descriptifs », liés à l'apparence ou aux pouvoirs des créatures, lors de la traduction des jeux ; il s'agit d'un moyen de rendre les personnages plus compréhensibles pour les enfants, notamment américains. Poppo est renommé « Pidgey » en anglais, « Taubsi » en allemand et « Roucool » en français ; Pigeon devient « Pidgeotto » en anglais, « Tauboga » en allemand et « Roucoups » en français et Pigeot s'appelle « Pidgeot » en anglais, « Tauboss » en allemand et « Roucarnage » en français. Selong IGN, à l'origine, Pidgey devait s'appeler « Pidge » (casier à pigeon en français). Toujours selon le site web, le nom de ses évolutions vient de « pidgeon » (pigeon). Pidgeot devait s'appeler à l'origine « Pidgeott », mais il y avait un risque de confusion avec sa sous-évolution. Les noms français sont des mots-valises, et selon Pokébip, les noms sont tous composés de « roucouler » puis, respectivement de « cool », « coups » et « carnage ».
« Roucoups » est traditionnellement prononcé [ʁukups], notamment dans la série télévisée, alors qu'il devait se prononcer [ʁuku]. Julien Bardakoff, l'un des traducteurs français des versions Rouge et Bleu a ainsi expliqué lors d'une interview que « le « s » à la fin de Roucoups ne se prononce pas ! C’est l’évolution de Roucool, un pigeon faible, qui devient fort et donne des coups, donc Roucoups ! ».

## Description
Ces trois Pokémon sont les évolutions les uns des autres : Roucool évolue en Roucoups, lequel évolue en Roucarnage. Dans les jeux vidéo, ces évolutions surviennent en atteignant respectivement le niveau 18 et le niveau 36,. Pour évoluer en Roucarnage, Roucool est d'abord obligé d'évoluer en Roucoups.
Comme pratiquement tous les Pokémon, ils ne peuvent pas parler : lors de leurs apparitions dans les jeux vidéo tout comme dans la série d'animation, ils sont seulement capables de communiquer verbalement en répétant les syllabes de leur nom d'espèce en utilisant différents accents, différentes tonalités, et en rajoutant du langage corporel.

### Roucool
Roucool ressemble à beaucoup d'oiseaux, particulièrement aux pigeons. 
Il est relativement docile et cherche rarement les conflits. Il est souvent trouvé dans les hautes herbes en train de chercher des petits insectes à manger, et fait de son mieux pour éviter les combats. Ses deux nuances de plumes marron et noires lui permettent de se camoufler dans les régions sableuses ou herbeuses. Il balaiera ses ennemis les plus faibles avec l'attaque Tornade, ou il balancera du sable avec Jet de sable pour aveugler son adversaire. Il passe beaucoup de temps dans les forêts et les hautes herbes, et il est capable de retourner à son nid depuis de grandes distances grâce à son sens de l'orientation très pointu.

### Roucoups
Les Roucoups sont de larges oiseaux ressemblant à des balbuzards pêcheurs ou encore à des faucons émerillons, avec des serres pointues, une queue plumée rouge et jaune avec une crête rouge sur le haut de sa tête. Il ressemble beaucoup à son évolution finale, Roucarnage. La différence entre les deux est que les plumes sur la tête de Roucarnage sont plus longues que celles de Roucoups, et que la tête de Roucarnage est plus large que celle de Roucoups.
Les Roucoups sont extrêmement territoriaux, et revendiquent généralement une grande portion du territoire autour de leur nid. Très dynamiques, ils patrouillent constamment autour de leur territoire, punissant sans merci les intrus. Ils volent dans des motifs circulaires quand ils chassent, et peuvent discerner les mouvements de leurs proies sur le sol qu'importe leur altitude. Roucoups attaquera alors avec ses serres pointues et transportera sa proie vers son nid. Nœunœuf et Magicarpe sont parmi les proies fréquentes de Roucoups.

### Roucarnage
Roucarnage a une apparence très similaire à celle de Roucoups. L'une des différences entre les deux est que les plumes de la crête de Roucarnage sont plus longues que celles de Roucoups, ainsi que son corps en général.
La tête de Roucarnage porte une crête de plumes jaune pâle et rouge-orange, ce qui va avec sa queue rouge-orange. Comme Roucool et Roucoups, il a une paire de bandes noires derrière ses yeux. Il répand ses grandes ailes pour intimider ses adversaires, et est capable de provoquer de grandes rafales de vent en les battant. Comme Roucoups, Roucarnage se nourrit de Magicarpe et on peut le voir attraper un Magicarpe au vol dans new Pokémon snap.

## Apparitions

### Jeux vidéo
Roucool, Roucoups et Roucarnage apparaissent dans la série de jeux vidéo Pokémon. D'abord en japonais, puis traduits en plusieurs autres langues, ces jeux ont été vendus à près de 200 millions d'exemplaires à travers le monde. Ils font leur première apparition le 27 février 1996, dans les jeux japonais Pocket Monsters Aka (ポケットモンスター 赤, Poketto Monsutā Aka, Pocket Monsters Rouge) et Pocket Monsters Midori (ポケットモンスター 緑, Poketto Monsutā Midori, Pocket Monsters Vert) (remplacé dans les autres pays par la version Bleue). Depuis la première édition de ces jeux, Roucool, Roucoups et Roucarnage réapparaissent dans les versions jaune, or, argent, cristal, rouge feu, vert feuille, diamant, perle et platine. Roucool est généralement l'un des premiers Pokémon que le joueur rencontre dans les régions de Kanto et Johto.
Il est possible d'avoir un œuf de Roucool en faisant se reproduire deux Pokémon dont au moins un Roucool, un Roucoups, ou un Roucarnage femelle. Cet œuf éclot après 3 840 pas, et un Roucool de niveau 5 en sort. Roucool, Roucoups et Roucarnage appartiennent aux groupes d'œuf vol et ont les capacités « Regard vif », « Pieds confus » et « Cœur de coq ».
Roucool apparaît aussi dans le jeu de Nintendo 64 Pokémon Snap dans la région de la plage, ainsi que le jeu de Nintendo GameCube Pokémon Channel.

### Série télévisée et films
La série télévisée Pokémon et les films qui en sont issus narrent les aventures d'un jeune dresseur de Pokémon du nom de Sacha, qui voyage à travers le monde pour affronter d'autres dresseurs ; l'intrigue est souvent distincte de celle des jeux vidéo. Roucool apparaît dans Le Départ, le tout premier épisode de l'anime, mais Sacha ne réussit pas à le capturer. Sacha arrive à capturer sa forme semi-évoluée, Roucoups, deux épisodes plus tard. Il est souvent utilisé pour dissiper la fumée de Smogo ou pour faire éclater la montgolfière de la Team Rocket. Il resta dans l'équipe de Sacha à travers son parcours dans la Ligue Indigo. Sur son chemin vers les Îles Oranges, Sacha se retrouva face à face avec un Rapasdepic très agressif qui terrorisait un groupe de Roucool et de Roucoups avec son groupe de Piafabec. Le Roucoups de Sacha évolua en Roucarnage pour combattre ce Rapasdepic dans l'épisode Alerte à Bourg-Palette. Dans ce même épisode, il aide à sauver des Pokémon à Bourg-Palette, et Sacha se dit qu'il serait peut être mieux de laisser Roucarnage là-bas.
Roucool est un Pokémon commun, et beaucoup de jeunes dresseurs en ont un. Les Roucool sont parfois utilisés comme des facteurs, et un Roucool arrive à voler dans l'atmosphère supérieure dans l'épisode Jusqu'à la lune.

## Accueil
Lorsque les lecteurs d'IGN ont voté pour leurs cent Pokémon favoris, Roucarnage arrive à la 67e position. Roucarnage est décrit comme « le Pokémon oiseau original » et c'est l'un des deux premiers Pokémon capturables dans les premières versions Rouge et Bleu.